# برج (رمان)
یکی از آثار مشهور جی.جی. بالارد که به فارسی هم ترجمه و منتشر شده، رمان برج (مجتمع مسکونی) است که برای اولین بار در سال ۱۹۷۶ میلادی منتشر شده‌است. رمان «برج» یکی از آثار کلاسیک علمی‌تخیلی پسارستاخیزی و پادآرمان‌شهری محسوب می‌شود. داستان این رمان در یک برج بسیار مدرن و لوکس اتفاق می‌افتد که به‌گونه ای طراحی شده‌است که تمام نیازهای ساکنانش را برآورده و به نوعی آن‌ها را از دنیای خارج منزوی می‌کند.
منتقد ادبی فاینانشیال تایمز از برج چنین یاد می‌کند: «برج اسطوره جهان معاصر و مدرن ما است؛ نگاهی به پیامدهای احتمالی فناوری پیشرفته معاصر است و نگاهی است به طبیعت موش‌گونه آدمی که در این میان به دام افتاده است.» منتقد «ساندی تلگراف» (به انگلیسی: Sunday Telegraph) می‌گوید: «بالارد می‌خواهد نشان بدهد چه طور می‌شود که انسان نمی‌تواند مدت زیادی تن به نظم دهد؛ آن هم نظمی که بر شانه‌هایش سنگینی می‌کند. شیوه بیان این ماجرا اثر کوبنده‌ای برخواننده می‌گذارد.»

## خلاصه پیرنگ
در ابتدا به نظر می‌رسد برج تمام امکاناتی را که یک ساختمان مدرن و پیشرفته می‌تواند به ساکانش بدهد، فراهم کرده‌است؛ چیزهایی از قبیل استخر شنا، مدرسه، فروشگاه مواد غذایی، آسانسورهای پرسرعت و مانند آن. البته باید دقت کرد که ساختمانی مسکونی با چنین امکاناتی در سال ۱۹۷۵ تصویر و نوشته شده‌است. با این حال، برج چنان طراحی شده‌است که با رفع تمام نیازهای ساکنان، ارتباط آنان را با دنیای خارج قطع کند.
اولین حادثه کوچک و کم‌اهمیت، مثل قطع بسیار کوتاه‌مدت برق یا مزاحمت‌های قابل اغماض همسایگان، به آغاز و تشدید سریع خشونت ساکنان نسبت به هم و نسبت به برج می‌انجامد و چرخه تخریب برج آغاز می‌شود. در این چرخه، ساکنان برج به سه بخش کلاسیک دنیای مدرن، یعنی طبقه پایین، متوسط و بالا، تقسیم می‌شوند و هر یک بر اساس ساخته‌وپرداخته‌های ذهنی خود از طبقه دیگر، آنان را دشمن می‌پندارند و به تخریب و محدود کردن امکانات برج برای طبقات دیگر می‌پردازند. گروه‌های حمله یا دفاع و حتی شبیخون و غارت به دیگر طبقات تشکیل می‌شود و وضعیت برج روزبه‌روز به وخامت می‌گذارد.
از سوی دیگر، ساکنان که به انزوای برج از دنیای بیرون خو گرفته‌اند، موضوع را کاملاً داخلی می‌دانند و نه آن را به مقامات محلی و پلیس گزارش می‌دهند و در نتیجه، نه کمکی از آن دریافت می‌کنند.
انزوا و تخریب مداوم برج به کشتار و تجاوز می‌انجامد و تمام ساکنان، صرف نظر از طبقه‌شان، ملاحظات اخلاقی و شئون اجتماعی را کنار می‌گذارند و به جامعه‌ای بدونی تبدیل می‌شوند.

## میراث
- گفته می‌شود که اپیزود برج‌های بهشت از سری دکتر هو از این کتاب ایده گرفته‌است.[۳]
- گروه موسیقی Hawkwind هم از تم این کتاب برای ساخت ترانه‌ای با همین نام در آلبوم PXR5 خود به سال ۱۹۷۹ استفاده کرده‌است.[۴]